# شبه جملة
شبه الجملة هي اسم الفاعل واسم المفعول والصفة المشبهة واسم التفضيل والمصدر، فإنّ هذه الأشياء مع فاعلها ليست بــجملة، بل مشابهة لها لتضمنها النسبة، وكذا كلّ ما فيه معنى الفعل نحو حسبك في قولنا: حسبك زيد رجلا، ونحو يا لزيد في قولك: يا لزيد فارسا. ولا يبعد أن يجعل المنسوب أيضا من شبه الــجملة لأنّ حكمه حكم الصفة المشبّهة. وقيل هي الجار والمجرور أو الظرف والمضاف إليه وسُميت شبه الجملة بسبب تعلقها بمفهوم الفعل والجملة، ولا يكتمل معناهما إلا بهذا التعلق. وشبه الجملة تتعلق بالفعل في الجملة الفعلية، وقد يكون الجار والمجرور مفعولاً به أو مفعولاً لأجله، بينما الظرف يصير مفعولاً فيه. وتظهر شبه الجملة في الجملة الاسمية كذلك، فتقع في محل رفع خبر.

### هوامش
1. ↑  مادة الجملة في كشاف اصطلاحات الفنون
2. ↑  محمد اللبدي، ص. 111
3. ↑  سليمان الفياض، ص. 196